# Fattore V
Il Fattore V (FV) è una proteina della coagulazione del sangue, anche nota come proaccelerina o fattore labile. A differenza della maggior parte degli altri fattori della coagulazione non è enzimaticamente attivo ma funziona come cofattore. Carenze genetiche predispongono all'emorragia, mentre alcune mutazioni (delle quali la più nota è il Fattore V di Leiden) aumentano il rischio di trombosi.

## Genetica
Il gene che codifica per il fattore V è localizzato sul cromosoma 1 in posizione 1q23. Il gene si estende per 70 000 paia di basi, consiste di 25 esoni e la proteina risultante ha una massa molecolare di circa 330 kDa. È omologo del fattore VIII.

## Fisiologia
Il fattore V circola nel plasma come catena singola con un'emivita plasmatica di circa 12 ore.
Il fattore V è in grado di legarsi alle piastrine attivate ed è attivato dalla trombina. In seguito all'attivazione proteolitica la sequenza primaria del fattore V è scissa in catena leggera e catena pesante (rispettivamente 73 e 110 kDa) che si legano l'un l'altra in modo non covalente tramite ioni calcio. Il fattore V attivo è un cofattore del complesso pro-trombinasico. Il fattore X attivato (FXa), infatti, richiede calcio e fattore V attivato per convertire la protrombina in trombina.
Il fattore Va è degradato dalla proteina C attivata, uno dei principali inibitori fisiologici della coagulazione. In presenza di trombomodulina, la trombina agisce diminuendo la coagulazione attivando la proteina C; pertanto la concentrazione e l'azione della proteina C sono fattori importanti nella risposta a feedback negativo attraverso la quale la trombina limita la propria attivazione.

## Storia
Fino alla scoperta del fattore V, la coagulazione era ritenuta il prodotto di quattro fattori: calcio (IV) e fattore tissutale (III) che assieme agivano sulla protrombina (II) per produrre fibrinogeno (I); questo modello era stato proposto da Paul Morawitz nel 1905.
La sequenza amminoacidica completa della proteina è stata pubblicata per la prima volta nel 1987.
Nel 1994 è stato descritto per la prima volta il fattore V di Leiden, resistente all'inattivazione da parte della proteina C.